# Manuel López-Quiroga Miquel
Manuel López-Quiroga Miquel (Sevilla, 30 de enero de 1899-Madrid, 13 de diciembre de 1988), conocido como el maestro Quiroga, fue un pianista, compositor y autor de cuplé y copla, además de uno de los componentes del trío de autores Quintero, León y Quiroga. Padre del también músico Manuel López-Quiroga Clavero.

## Biografía
Su padre tenía un taller de grabador, y ese fue el oficio que enseñó a su hijo. Al mismo tiempo que ejercía como organista en la iglesia de los jesuitas de la calle de Jesús del Gran Poder, de Sevilla, Quiroga hizo la carrera de magisterio y realizó estudios de pintura y dibujo en el Museo de Sevilla. Pero lo suyo era la música.
El compositor estrena su primera obra en 1923 Sevilla, que grande eres!, le sigue El cortijo de las matas y Presagio rojo, su mayor éxito en esta época según multitud de periódicos, en colaboración con Salvador Videgain, Fernando Márquez Tirado y el maestro Matheu. En 1926 se estrena en el teatro El Cisne de Madrid Luz Roja que lleva ilustraciones musicales de su firma.
En 1929 se traslada a Madrid. Por aquellos años, el ambiente musical en España estaba copado por el cuplé, la zarzuela y las coplas folclóricas regionales. Tras muchas horas de trabajo en su estudio y en los cafés cantantes y cabarés de Madrid, el maestro fue perfilando un nuevo estilo, la tonadilla, diferenciada de las canciones regionales, del cuplé y de la zarzuela, pero participando de todos ellos.

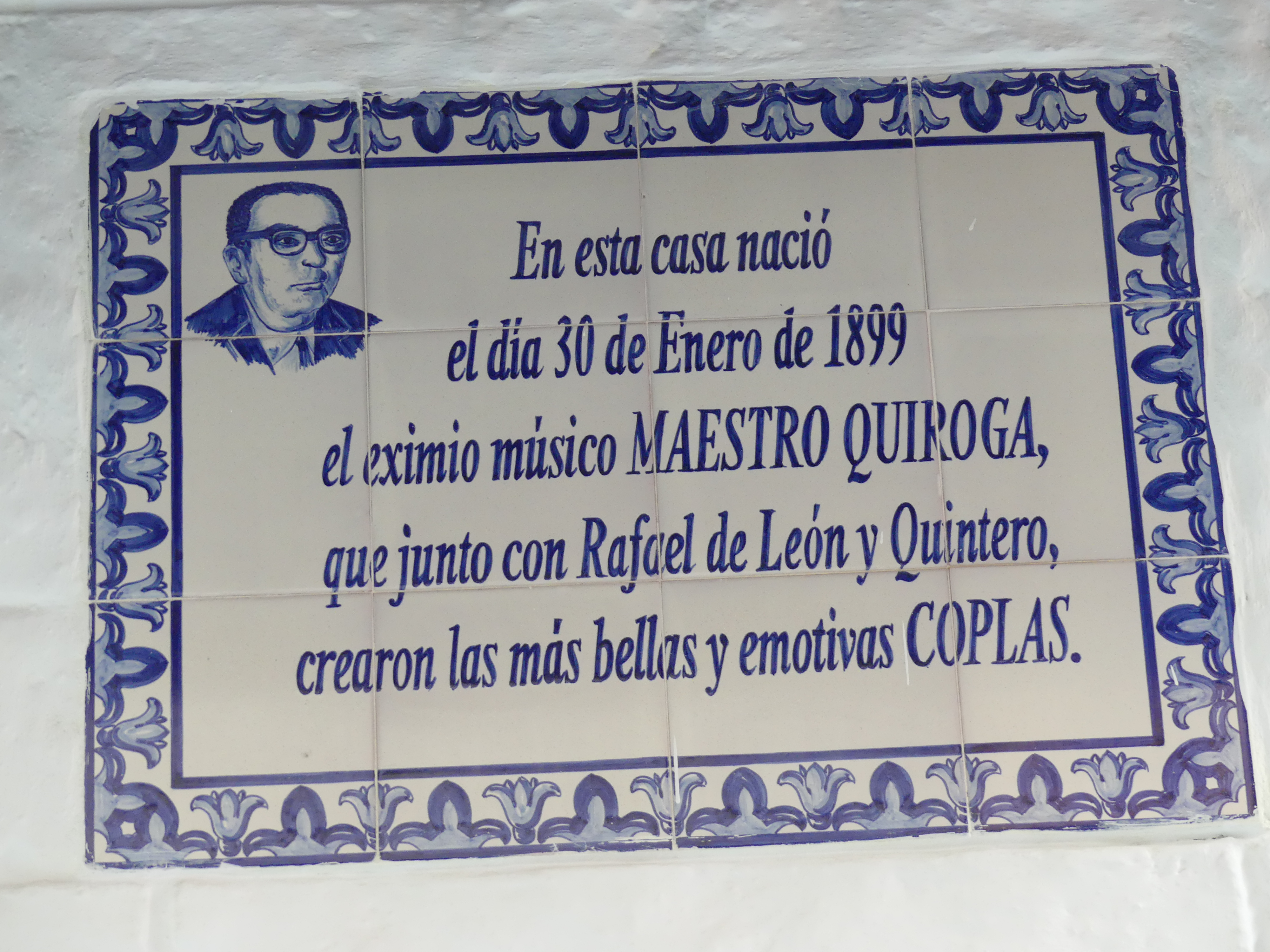
Azulejo inaugurado por la cantante Macarena del Río en 2011 en la casa natal del compositor, en la calle General Polavieja, número 18, de Sevilla.

En 1934 empezó a dedicarse por completo a las canciones, dando clases a otros artistas noveles y componiendo. Como él no escribía letras, se rodeó de letristas como Salvador Valverde, Antonio Quintero o Rafael de León. Por citar algunas de sus canciones, son de su autoría en cuanto a la música: María de la O, Ojos verdes, Francisco Alegre, La Parrala, Tatuaje, La Zarzamora, Y sin embargo te quiero o Badajoz la tierra mía. Fue el autor de más de cinco mil composiciones musicales, muchas de las cuales llegaron a ser muy populares en la España de los años 40 y 50.
Como personaje de la música nunca se olvidó de sus comienzos teatrales y realizó campañas de zarzuela, en teatros como el Teatro Alcála de Madrid en que estrenó La reina fea (1941), e innumerables campañas con giras con figuras folclóricas como Juanita Reina, Rosa Morena, Concha Piquer, Imperio Argentina, Estrellita Castro -su primera musa-, y en sus últimos años espectáculos cómicos con Tony Leblanc.
El 6 de julio de 1972 fue nombrado Consejero de Honor de la Sociedad General de Autores de España. En 1986 le nombraron Hijo Adoptivo de Madrid y la Sociedad General de Autores de España y el Ministerio de Cultura organizaron un gran homenaje en su honor.
Manuel L. Quiroga murió a consecuencia de un edema pulmonar en la clínica Virgen del Mar de Madrid, el 13 de diciembre de 1988, fue enterrado en el Cementerio de la Almudena.